# Le soleil se lève à l'est
Le soleil se lève à l'est est une mini-série franco-espagnole en six épisodes de 52 minutes de François Villiers diffusée en 1974 par l'ORTF et du dimanche 20 mai 1973 sur la RTB, télévision belge francophone..

## Synopsis
Préambule du 1er épisode : Cette comédie historique s'inspire de la vie du général Allard; toutefois, il s'agit d'une version libre et romancée qui ne saurait en aucune façon être considérée comme une réalité rigoureuse.

## Fiche technique
- Titre : Le soleil se lève à l'est
- Réalisation & scénario :   François Villiers
- Adaptation & dialogues :   Claude Brulé
- Musique : François de Roubaix
  - Générique interprété par Johnny Hallyday sur des paroles de Claude Brulé
- Format : Couleurs - 35 mm - 1,33:1 - Son mono
- Nombre d'épisodes : 6
- Durée : 52 minutes
- Date de première diffusion :  14 mars 1974

## Distribution
- François Dunoyer : Jean-François Allard
- Julián Mateos (es) (VF : Michel Roux) : André Ventura
- Victor Béniard
- Saeed Jaffrey : Sher E Punjab Maharaja Ranjit Singh
- Colin Mann
- Shai Holsaert
- José-Maria Cafarell : Monsieur Allard père
- Sean O'Neil : Rockefeller
- Claude Brulé : Narrateur